# Henrik 1. af Holsten
Grev Henrik 1. af Holsten (født omkring 1258, død 5. august 1304, begravet i Itzehoe) var greve af Holsten-Rendsburg 1290-1304. Han var søn af grev Gerhard 1. af Holsten (død 1290) og Elisabeth af Mecklenburg (død 1280).
Henrik giftede sig 1289 med Hedvig af Bronkhorst (død efter 1310). Parret fik følgende børn:
- Gerhard 3. af Holsten (1290/1293-1340), greve af Holsten og hertug af Sønderjylland
- Adelheid af Holsten (omkring 1296-1349/1350), gift 1. med hertug Erik 2. af Slesvig (død 1325), gift 2. med greve Dietrich 5. af Honstein (død 1379) - Adelheid og Erik var forældre til kong Valdemar 3. af Danmark
- Elisabeth af Holsten (omkring 1300-før 1340) hertuginde af Sachsen-Lauenburg, gift 1. med hertug Johan 2. af Sachsen-Lauenburg (død 1322), gift 2. med danske prins og medkonge Erik Kristoffersson (død 1332)
- Giselbert von Schauenburg (død 1343/1344), domkirkepræst i Lübeck, Bremen og Schwerin
- Ermengard af Holsten (død efter 1329), gift med greve Otto af Hoya (død 1324)